# Ministro presidente della Prussia
La carica di Ministro presidente (in tedesco Ministerpräsident), colloquialmente  Primo ministro, di Prussia è esistita dal 1848, quando fu creata dal re Federico Guglielmo IV durante la rivoluzione del 1848-1849, fino all'abolizione della Prussia nel 1947 da parte della Commissione alleata di controllo.

## Storia della carica
Durante il regno di Prussia il Ministro presidente aveva la funzione di capo del ministero del re, e presiedeva il Landtag (la legislature prussiana creata nel 1848). Dopo la unificazione della Germania nel 1871 fino al collasso nel 1918, la carica di Ministro presidente prussiano era di norma tenuta ex officio dal cancelliere dell'Impero tedesco, a partire da Bismarck.
Durante lo Stato Libero di Prussia il Ministro presidente era il capo del governo dello stato, in un ruolo tradizionale durante la Repubblica di Weimar. La carica cessò di avere alcun significato reale dopo il colpo di Stato prussiano del 1932 (Preußenschlag), e dopo che la Germania nazista smantellò la Prussia come stato nel 1935 (legge dello Reichsstatthalter). Infine la carica fu abolita con l'abolizione della Prussia da parte degli Alleati dopo la II guerra mondiale.

## Ministri del Regno di Prussia (1702–1848)
| Immagine | Ministro presidente                                | Mandato     |
| -------- | -------------------------------------------------- | ----------- |
|          | Johann von Wartenberg                              | 1702 – 1711 |
|          | Heinrich von Ilgen                                 | 1711 – 1728 |
|          | Friedrich Wilhelm von Grumbkow                     | 1728 – 1739 |
|          | Heinrich von Podewils                              | 1739 – 1749 |
|          | Georg Dietloff von Arnim-Boitzenburg               | 1749 – 1753 |
|          | Karl Wilhelm Finck von Finckenstein                | 1753 – 1777 |
|          | Friedrich Anton von Heinitz                        | 1777 – 1802 |
|          | Friedrich Wilhelm von Arnim-Boitzenburg            | 1802 – 1802 |
|          | Christian von Haugwitz                             | 1802 – 1804 |
|          | Karl August von Hardenberg                         | 1804 – 1806 |
|          | Christian von Haugwitz                             | 1806 – 1806 |
|          | Carl Friedrich von Beyme                           | 1806 – 1807 |
|          | Karl August von Hardenberg                         | 1807 – 1807 |
|          | Heinrich von Stein                                 | 1807 – 1808 |
|          | Friedrich Ferdinand Alexander zu Dohna-Schlobitten | 1808 – 1810 |
|          | Karl August von Hardenberg                         | 1810 – 1822 |
|          | Otto Carl Friedrich von Voß                        | 1822 – 1823 |
|          | Carl Friedrich von Wylich und Lottum               | 1823 – 1841 |
|          | Ludwig Gustav von Thile                            | 1841 – 1848 |

## Elenco dei Ministeri presidenti di Prussia (1848–1947)

### Ministeri presidenti del Regno di Prussia (1848–1918)
Partito politico:
  Zentrum
  Nessuno
| Ritratto | Ritratto | Nome (Nascita–Morte)                                           | Carica            | Carica            | Carica | Partito politico |
| Ritratto | Ritratto | Nome (Nascita–Morte)                                           | Inizio carica     | Fine carica       | Giorni | Partito politico |
| -------- | -------- | -------------------------------------------------------------- | ----------------- | ----------------- | ------ | ---------------- |
|          |          | Conte Adolf Heinrich von Arnim-Boitzenburg (1803–1868)         | 19 marzo 1848     | 29 marzo 1848     | 10     | Nessun partito   |
|          |          | Gottfried Ludolf Camphausen (1803–1890)                        | 29 marzo 1848     | 20 giugno 1848    | 83     | Nessun partito   |
|          |          | Rudolf von Auerswald (1795–1866)                               | 25 giugno 1848    | 8 settembre 1848  | 75     | Nessun partito   |
|          |          | Ernst von Pfuel (1779–1866)                                    | 21 settembre 1848 | 1 novembre 1848   | 41     | Nessun partito   |
|          |          | Conte Friedrich Wilhelm von Brandenburg (1792–1850)            | 2 novembre 1848   | 6 novembre 1850   | 734    | Nessun partito   |
|          |          | Barone Otto Theodor von Manteuffel (1805–1882)                 | 9 dicembre 1850   | 6 novembre 1858   | 2889   | Nessun partito   |
|          |          | Principe Carlo Antonio di Hohenzollern-Sigmaringen (1811–1885) | 6 novembre 1858   | 12 marzo 1862     | 1222   | Nessun partito   |
|          |          | Principe Adolfo di Hohenlohe-Ingelfingen (1797–1873)           | 17 marzo 1862     | 23 settembre 1862 | 190    | Nessun partito   |
|          |          | Principe Otto von Bismarck (1815–1898) 1º mandato              | 23 settembre 1862 | 1 gennaio 1873    | 3753   | Nessun partito   |
|          |          | Conte Albrecht von Roon (1803–1879)                            | 1 gennaio 1873    | 9 novembre 1873   | 312    | Nessun partito   |
|          |          | Principe Otto von Bismarck (1815–1898) 2º mandato              | 9 novembre 1873   | 20 marzo 1890     | 5975   | Nessun partito   |
|          |          | Conte Leo von Caprivi (1831–1899)                              | 20 marzo 1890     | 22 marzo 1892     | 733    | Nessun partito   |
|          |          | Conte Botho zu Eulenburg (1831–1912)                           | 22 marzo 1892     | 26 ottobre 1894   | 948    | Nessun partito   |
|          |          | Principe Chlodwig zu Hohenlohe-Schillingsfürst (1819–1901)     | 29 ottobre 1894   | 17 ottobre 1900   | 2179   | Nessun partito   |
|          |          | Principe Bernhard von Bülow (1849–1929)                        | 17 ottobre 1900   | 14 luglio 1909    | 3192   | Nessun partito   |
|          |          | Theobald von Bethmann-Hollweg (1856–1921)                      | 14 luglio 1909    | 13 luglio 1917    | 2921   | Nessun partito   |
|          |          | Georg Michaelis (1857–1936)                                    | 14 luglio 1917    | 1 novembre 1917   | 110    | Nessun partito   |
|          |          | Conte Georg von Hertling (1843–1919)                           | 1 novembre 1917   | 30 settembre 1918 | 333    | Zentrum          |
|          |          | Principe Massimiliano di Baden (1867–1929)                     | 3 ottobre 1918    | 9 novembre 1918   | 37     | Nessun partito   |

### Ministeri presidenti dello Stato Libero di Prussia (1918–1947)
Partito politico:
  Zentrum
  Nessuno
  SPD
  NSDAP
| Ritratto                                                                     | Ritratto                                                                     | Nome (Nascita–Morte)                                                         | Carica                                                                       | Carica                                                                       | Carica                                                                       | Partito politico                                                             |
| Ritratto                                                                     | Ritratto                                                                     | Nome (Nascita–Morte)                                                         | Inizio carica                                                                | Fine carica                                                                  | Giorni                                                                       | Partito politico                                                             |
| Ministri presidenti dello Stato libero di Prussia nella Repubblica di Weimar | Ministri presidenti dello Stato libero di Prussia nella Repubblica di Weimar | Ministri presidenti dello Stato libero di Prussia nella Repubblica di Weimar | Ministri presidenti dello Stato libero di Prussia nella Repubblica di Weimar | Ministri presidenti dello Stato libero di Prussia nella Repubblica di Weimar | Ministri presidenti dello Stato libero di Prussia nella Repubblica di Weimar | Ministri presidenti dello Stato libero di Prussia nella Repubblica di Weimar |
| ---------------------------------------------------------------------------- | ---------------------------------------------------------------------------- | ---------------------------------------------------------------------------- | ---------------------------------------------------------------------------- | ---------------------------------------------------------------------------- | ---------------------------------------------------------------------------- | ---------------------------------------------------------------------------- |
|                                                                              |                                                                              | Friedrich Ebert (1871–1925)                                                  | 9 novembre 1918                                                              | 11 novembre 1918                                                             | 2                                                                            | SPD                                                                          |
|                                                                              |                                                                              | Paul Hirsch (1868–1940)                                                      | 11 novembre 1918                                                             | 27 marzo 1920                                                                | 502                                                                          | SPD                                                                          |
|                                                                              |                                                                              | Otto Braun (1872–1955) 1º mandato                                            | 27 marzo 1920                                                                | 21 aprile 1921                                                               | 390                                                                          | SPD                                                                          |
|                                                                              |                                                                              | Adam Stegerwald (1874–1945)                                                  | 21 aprile 1921                                                               | 5 novembre 1921                                                              | 198                                                                          | Zentrum                                                                      |
|                                                                              |                                                                              | Otto Braun (1872–1955) 2º mandato                                            | 5 novembre 1921                                                              | 18 febbraio 1925                                                             | 1201                                                                         | SPD                                                                          |
|                                                                              |                                                                              | Wilhelm Marx (1863–1946)                                                     | 18 febbraio 1925                                                             | 6 aprile 1925                                                                | 47                                                                           | Zentrum                                                                      |
|                                                                              |                                                                              | Otto Braun (1872–1955) 3º mandato                                            | 6 aprile 1925                                                                | 20 luglio 1932                                                               | 2662                                                                         | SPD                                                                          |
|                                                                              |                                                                              | Franz von Papen (1879–1969)                                                  | Reichskommisar                                                               | Reichskommisar                                                               | 136                                                                          | Nessun partito                                                               |
| 20 luglio 1932                                                               | 3 dicembre 1932                                                              | Franz von Papen (1879–1969)                                                  |                                                                              |                                                                              | 136                                                                          | Nessun partito                                                               |
|                                                                              |                                                                              | Kurt von Schleicher (1882–1934)                                              | Reichskommisar                                                               | Reichskommisar                                                               | 56                                                                           | Nessun partito                                                               |
| 3 dicembre 1932                                                              | 28 gennaio 1933                                                              | Kurt von Schleicher (1882–1934)                                              |                                                                              |                                                                              | 56                                                                           | Nessun partito                                                               |
|                                                                              |                                                                              | Franz von Papen (1879–1969)                                                  | Reichskommisar                                                               | Reichskommisar                                                               | 70                                                                           | Nessun partito                                                               |
| 30 gennaio 1933                                                              | 10 aprile 1933                                                               | Franz von Papen (1879–1969)                                                  |                                                                              |                                                                              | 70                                                                           | Nessun partito                                                               |
|                                                                              |                                                                              | Adolf Hitler (1889–1945)                                                     | Reichsstatthalter                                                            | Reichsstatthalter                                                            | 730                                                                          | NSDAP                                                                        |
| 30 gennaio 1933                                                              | 30 gennaio 1935                                                              | Adolf Hitler (1889–1945)                                                     |                                                                              |                                                                              | 730                                                                          | NSDAP                                                                        |
| Ministro presidente dello Stato libero di Prussia nella Germania nazista     |                                                                              |                                                                              |                                                                              |                                                                              |                                                                              |                                                                              |
|                                                                              |                                                                              | Hermann Göring (1893–1946)                                                   | Ministerpräsident                                                            | Ministerpräsident                                                            | 4396                                                                         | NSDAP                                                                        |
| 10 aprile 1933                                                               | 23 aprile 1945                                                               | Hermann Göring (1893–1946)                                                   |                                                                              |                                                                              | 4396                                                                         | NSDAP                                                                        |
| Reichsstatthalter                                                            | Reichsstatthalter                                                            | Hermann Göring (1893–1946)                                                   | 3736                                                                         |                                                                              |                                                                              | NSDAP                                                                        |
| 30 gennaio 1935                                                              | 23 aprile 1945                                                               | Hermann Göring (1893–1946)                                                   | 3736                                                                         |                                                                              |                                                                              | NSDAP                                                                        |